# Херота
Херота — гірська річка, розташована в Адлерському районі міста Сочі і впадає в Чорне море. У центрі селища Орел-Ізумруд утворюється злиттям двох річок:  Велика Херота  і  Мала Херота , витікаючи з озера Срібного.

## Етимологія

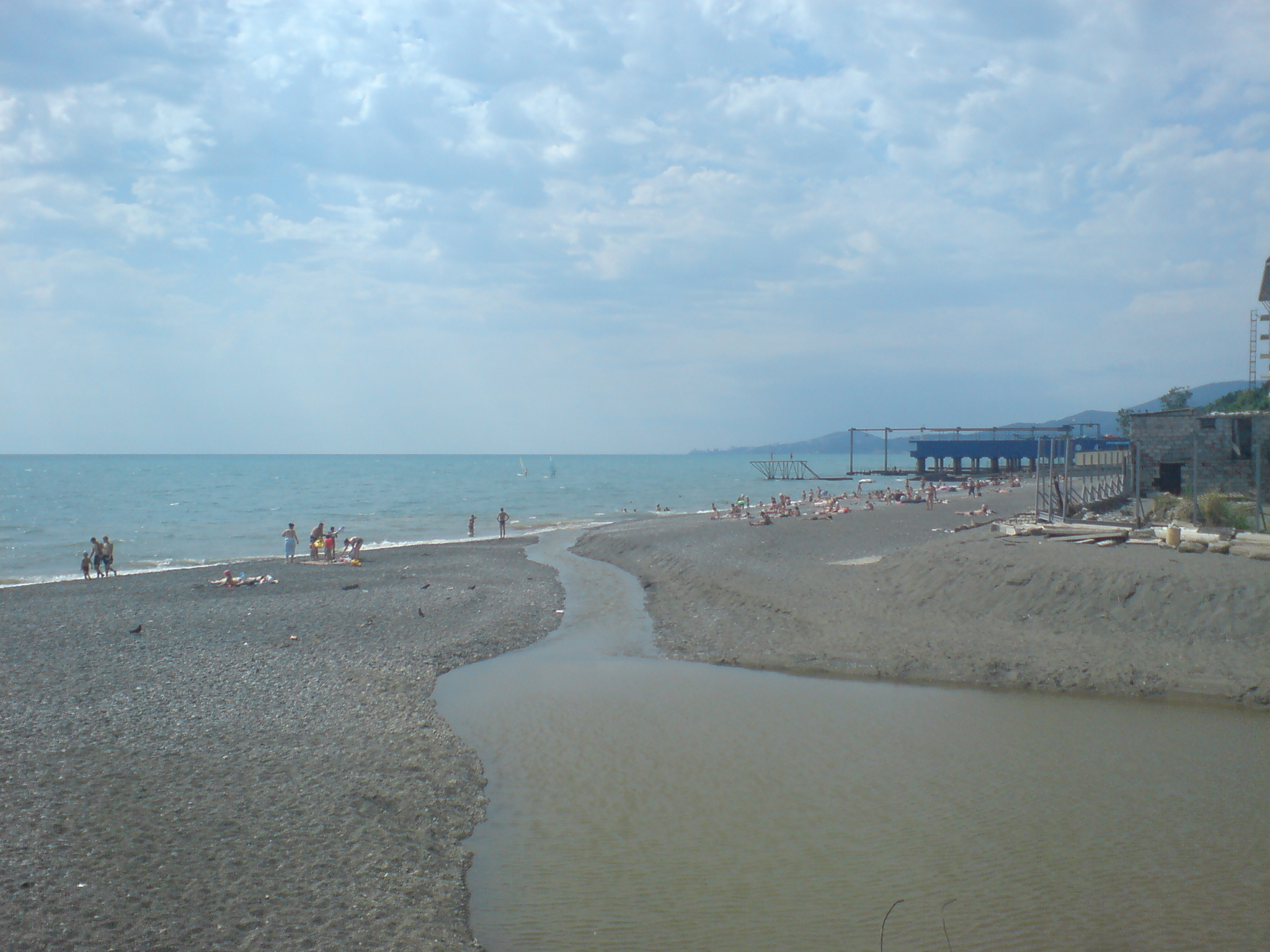
Устя Хероти влітку

Назва має місцеве, абхазьке (садзьке) походження, про що говорить географічний формант  -та  (пор. Хоста, Мацеста, Мзимта). Проте побутує і «народна етимологія» цього топоніма: нібито в XIX столітті в долині річки була розквартирована «Десята рота Навагінского полку» (Х рота), і місцеве населення, переінакшивши значення цього словосполучення, назвало подібним чином річку.

## Дані водного реєстру
За даними державного водного реєстру Росії відноситься до Кубанського басейнового округу, водогосподарська ділянка річки - Річки басейну Чорного моря від західного кордону басейну річки Шепсі до річки Псоу (кордон РФ з Абхазією), річковий підбассейн річки - відсутній. Річковий басейн річки - Річки басейну Чорного моря.